# Dubbele codering
Dubbele codering, of dubbele cryptografie is een methode van het onleesbaar maken van teksten op een bijzondere manier. Deze methode, bedacht door Giovan Battista Bellaso, de uitvinder van het Vigenèrecijfer werd in de negentiende eeuw verder geperfectioneerd door Charles Babbage en Friedrich Kasiski. De methode, die afstamt van het Vigenèrecijfer, werd in de Tweede Wereldoorlog een aantal keer gebruikt bij het versleutelen van teksten.

## Werking
De dubbele codering was relatief makkelijk te kraken en lag vaak voor de hand. Middels een traditionele Vigenèrevercijfering werd een boodschap versleuteld. Wat men niet wist, is dat de boodschap die men kreeg bij het ontsleutelen, niet de daadwerkelijke boodschap was. Vaak werd deze boodschap gevormd door het uitvoeren van een simpele Caesar-code of substitutie. In een enkel geval is een tweede Vigenèrevercijfering toegepast, maar dit komt heel zelden voor, aangezien het opstellen van een dubbele boodschap coderend door twee keer een Vigenèrecijfer dermate ingewikkeld is, dat tot dusver niemand heeft geprobeerd.

## Afleiding
Door middel van een ingewikkeld verhaaltje werd een beeld gerecreëerd, dat de persoon die het probeerde te ontsleutelen de code gekraakt had. Dit was uiteraard niet het geval en leidde vaak tot verwarrende situaties.